# Айо (Ямаґуті)
Айо́ (яп. 秋穂町, あいおちょう) — місцевість в Японії, в префектурі Ямаґуті. Маєток в період середньовіччя. Село в період раннього нового часу і нового часу. Містечко новітнього періоду. Складова міста Ямаґуті.